# Martin Fenin
Martin Fenin (* 16. dubna 1987 Cheb) je bývalý český profesionální fotbalista, který hrával na pozici útočníka. Svoji hráčskou kariéru ukončil v roce 2018 ve Varnsdorfu.
Fenin nastoupil v české nejvyšší soutěži poprvé v sezóně 2003/04; odehrál 97 zápasů a vstřelil 16 gólů. Mimo ČR působil na klubové úrovni v Německu a Francii.
Za českou reprezentaci odehrál Fenin 16 zápasů mezi lety 2007 a 2011 a vstřelil v ní 3 góly; zúčastnil se ME 2008. Na mistrovství světa hráčů do 20 let 2007 v Kanadě získal stříbrnou medaili.
V roce 2007 vyhrál ocenění „Talent roku“ v anketě ČR Fotbalista roku. V roce 2007 starosta Jaroslav Kubera ocenil Martina Fenina Čestným občanem Teplic.

## Klubová kariéra

### FK Teplice
Své dětství strávil v Teplicích. S fotbalem začínal tento 181 cm vysoký útočník v sedmi letech tréninky na škváře pod trenérem Bartošem, o kterém prohlásil, že byl nejdůležitějším trenérem v jeho kariéře. V mládežnických klubech Teplic si zkusil zahrát okresní i krajské soutěže, velkým zlomem pro něj bylo, když ho v 16 letech vzal trenér František Straka do prvního týmu Teplic. První zápas, ve kterém za Teplice nastoupil, odehrál proti FC Tescomě Zlín. Tomuto klubu později vstřelil, už pod trenérem Nevrlým svou první prvoligovou branku. V základní sestavě Teplic poprvé nastoupil pod trenérem Marečkem v utkání proti Blšanům.
S mužstvem Teplic dosáhl na 3. místo ligové tabulky v sezóně 2004/05.
Po úspěšném vystoupení na MS hráčů do 20 let 2007 v Kanadě, kde česká reprezentace skončila druhá za vítěznou Argentinou se o talentovaného hráče začala zajímat řada klubů, mj. anglické celky Arsenal FC a Liverpool FC nebo italský Juventus FC. Fenin se však rozhodl pro německou Bundesligu.

### Eintracht Frankfurt
V zimní přestávce v sezóně 2007/08 přestoupil do Eintrachtu Frankfurt, podepsal smlouvu od 1. ledna 2008 do června 2012. Zažil skvělý start, ve svém prvním zápase německé Bundesligy vstřelil hattrick Herthě Berlín, za kterou chytal český brankář Jaroslav Drobný (utkání skončilo výhrou hostujícího Frankfurtu 3:0). Své tři góly dal v 39., 60., a 90. minutě utkání.

### FC Energie Cottbus
Dne 31. srpna 2011 přestoupil do druholigového německého klubu FC Energie Cottbus. V polovině října prodělal pád z okna hotelového pokoje s následným krvácením do mozku. Po vyléčení zranění se vrátil do Čech k psychologické léčbě. Sám hráč přiznal několikaměsíční deprese.

### SK Slavia Praha
V lednu 2013 přestoupil do Slavie Praha, kde dostal dres s číslem 10. Nastoupil v prvním ligovém zápase jarní části sezóny 2012/13 24. února 2013 proti domácí Sigmě Olomouc, který Slavia prohrála 1:2. Ve druhém jarním kole proti Mladé Boleslavi (1:1) do něj ostře zajel u postranní čáry boleslavský obránce Radek Dosoudil, což Fenin odnesl pochroumaným kotníkem. V průběhu podzimu byl z výkonnostních důvodů vyřazen z kádru. V prosinci 2013 Slavia oznámila Feninovi, že si může hledat nové angažmá. V únoru 2014 došlo mezi hráčem a klubem k ukončení spolupráce. Zájem o něj projevil nováček Gambrinus ligy 1. SC Znojmo. Restart jeho kariéry se ve Slavii nezdařil. Celkem zde odehrál 12 ligových utkání, branku nevstřelil.

### FK Teplice (návrat)
Hráči podal pomocnou ruku klub, v němž s fotbalem začínal, tedy FK Teplice. Začátkem dubna 2014 se k týmu připojil jako amatér. Doba byla stanovena do konce sezóny. Protože v předešlém roce dvakrát nabídku z Teplic nevyslyšel, byl už na lavičce fanoušky přivítán s nevolí. K prvnímu ligovému zápasu nastoupil 11. dubna 2014 proti Bohemians 1905, trenér Zdeněk Ščasný jej poslal na hřiště v 35. minutě a o tři minuty později Fenin hlavou skóroval. Teplice však prohrály 1:3. Nekompletní sezonu 2013/14 v dresu Teplic zakončil s bilancí 5 ligových zápasů a 1 vstřelená branka. Po sezoně 2013/14 to vypadalo, že v Teplicích skončil, nakonec jej trenér Zdeněk Ščasný ponechal v kádru. V sezoně 2014/15 naskočil pouze do dvou zápasů (proti Hradci Králové a Baníku Ostrava, dohromady 21 minut), neboť v srpnu 2014 přestoupil do Francie.

### FC Istres
V srpnu 2014 přestoupil do francouzského klubu FC Istres, který po sezoně 2013/14 spadl z Ligue 2 do třetí ligy. Odešel jako volný hráč (bez náhrady). V klubu se sešel s krajanem Mario Ličkou. V lednu 2015 v klubu skončil a protože v sezóně 2014/15 už nastoupil za dva kluby, podle pravidel FIFA nesměl už do konce sezóny profesionálně hrát za další klub. Trénoval tedy s týmem druhé české ligy FK Varnsdorf.

### Chemnitzer FC
V květnu 2015 podepsal dvouletou smlouvu s roční opcí s německým třetiligovým týmem Chemnitzer FC. Vydržel zde pouze do konce roku 2015.

### FC Zbrojovka Brno (příprava)
V listopadu 2016 se po individuálním tréninku zapojil do přípravy moravského klubu FC Zbrojovka Brno, v lednu 2017 z možného angažmá ve Zbrojovce sešlo.

### FK Varnsdorf
V létě 2017 začal letní přípravu s druholigovým klubem FK Varnsdorf. Šanci v A-týmu mu dal trenér Zdenko Frťala.

### FK Řeporyje
Dne 27. srpna 2020 svolal starosta Řeporyjí Pavel Novotný tiskovou konferenci, kde Fenin podepsal půlroční smlouvu s klubem FK Řeporyje, který hraje Pražskou I. A třídu. Hráč, který v lokalitě souběžně žije, následně 29. srpna za klub poprvé nastoupil v domácím utkání se Zbraslaví.

## Reprezentační kariéra

### Mládežnické reprezentace
Mezi své úspěchy řadí účast na mistrovství Evropy do 19 let a zejména stříbro z mistrovství světa hráčů do 20 let 2007 v Kanadě. Na tomto světovém šampionátu vstřelil Fenin celkem 3 góly včetně gólu ve finále proti Argentině (v 60. minutě na 1:0, Argentina skóre otočila a zvítězila 2:1). Prošel všemi mládežnickými reprezentacemi od 16 let, v týmu do 19 let byl kapitánem. 
V srpnu 2007 ho povolal trenér Karel Brückner do seniorské reprezentace.

### A-mužstvo
V českém A-mužstvu debutoval 22. srpna 2007 v přátelském utkání s Rakouskem ve Vídni, kde nastoupil do druhého poločasu. Zápas skončil remízou 1:1. Zúčastnil se EURA 2008 v Rakousku a Švýcarsku.
V dubnu 2009 prošel aférou, kdy se po prohraném kvalifikačním zápase o MS se Slovenskem skupina fotbalistů odebrala k "oslavě" při společnosti mladých dam. To neuniklo pozornosti fotografů a sponzoři reprezentace poté tlačili na ČMFS, že takto by se reprezentanti neměli chovat, i když mají "po pracovní době". Na základě této aféry byl 8. dubna 2009 vyloučen z reprezentace. Ale již v létě 2009 byl koučem Františkem Strakou povolán zpátky.
Celkem odehrál v letech 2007–2011 za český národní tým 16 zápasů a vstřelil 3 góly.

### Reprezentační góly a zápasy
Góly Martina Fenina za reprezentační A-mužstvo České republiky 
| Gól | Datum        | Stadion                              | Soupeř   | Skóre (min.) | Výsledek | Soutěž                 |
| --- | ------------ | ------------------------------------ | -------- | ------------ | -------- | ---------------------- |
| 010 | 11. 10. 2008 | Chorzów, Polsko                      | Polsko   | 02:1 0(87.)  | 2:1      | kvalifikace na MS 2010 |
| 02  | 025. 5. 2010 | Rentschler Field, East Hartford, USA | USA      | 02:3 0(77.)  | 2:4      | přátelské utkání       |
| 03  | 011. 8. 2010 | Stadion u Nisy, Liberec              | Lotyšsko | 02:0 0(54.)  | 4:1      | přátelské utkání       |

Zápasy Martina Fenina v A-mužstvu České republiky 
| Rok    | Zápasy | Góly |
| ------ | ------ | ---- |
| 2007   | 4      | 0    |
| 2008   | 4      | 1    |
| 2009   | 2      | 0    |
| 2010   | 4      | 2    |
| 2011   | 2      | 0    |
| Celkem | 16     | 3    |